# تشارلز ماكميلان
تشارلز ماكميلان هو سياسي نيوزيلندي، ولد في ديسمبر 1872 في سينت كروا في الولايات المتحدة، وتوفي في 9 يناير 1941 في تاورانجا في نيوزيلندا. نشط حزبياً في Reform Party (New Zealand) ‏. وقد انتخب وزير الزراعة ‏ (8 يناير 1932 – 6 ديسمبر 1935) وانتخب عضو مجلس النواب النيوزيلندي ‏ وانتخب Mayor of Tauranga ‏.